# Robert Waseige
Robert Waseige (ur. 26 sierpnia 1939 w Rocourt, zm. 17 lipca 2019 w Liège) – belgijski piłkarz i trener piłkarski. Jako szkoleniowiec w latach 70. i 80. odnosił sukcesy z małymi klubami, m.in. przez dziewięć lat prowadził RFC Liège, z którym trzykrotnie grał w finale Pucharu kraju. Później pracował również w Standardzie Liège, Royalu Charleroi i krótko w Sportingu. Mimo iż żadna z prowadzonych przez niego drużyn nie wygrała rozgrywek ligowych, to jest jedną z najbardziej cenionych i szanowanych osobowości piłkarskich w Belgii. Do tej opinii przyczyniła się również udana praca z reprezentacją Belgii. Był jej selekcjonerem od 1999 do 2002 roku. W tym czasie „Czerwone Diabły” grały w Euro 2000 i Mundialu 2002, skąd odpadli w drugiej rundzie po porażce z późniejszymi triumfatorami Brazylijczykami. Po mistrzostwach Waseige pracował jeszcze w Standardzie i reprezentacji Algierii, po czym przeszedł na emeryturę.

## Sukcesy piłkarskie
- wicemistrzostwo Belgii 1960 z FC Liège
- awans do I ligi w sezonie 1964-65 i finał Pucharu Belgii 1969 z Racingiem White Bruksela

## Sukcesy szkoleniowe
- awans do I ligi w sezonie 1973-74 z KFC Winterslag
- Puchar Belgii 1990 i finał Pucharu Belgii 1987 i 1992 z FC Liège
- wicemistrzostwo Belgii 1995 ze Standardem Liège
- start (runda grupowa) w Euro 2000 i 1/8 finału Mundialu 2002 z reprezentacją Belgii